# Flört
| Flört (flirt, kurtis) |
| --- |
| Laurel (spelad av Marilyn Monroe) flörtar med Dr. Fulton (spelad av Cary Grant) i filmen Föryngringsprofessorn. - Betydelse – artigt sätt att antyda erotiskt intresse - Exempel – blick, kroppsspråk, beröring, ord, emoji - Etymologi – engelskans flirt, 'svänga hit och dit, vifta' - Relaterade begrepp – flörtkula |

Flört, flirt (uttal: /flört/) eller kurtis är att artigt antyda erotiskt intresse. Det kan göras genom ögonkontakt, konversation, text eller olika typer av kroppsspråk. Detta sociala och sexuella beteende kan även göras som en lek och underhållning. Flörten kan också syfta på själva situationen, medan en persons beteende kan beskrivas som flörtande.

## Funktion och varianter
Att flörta är att uttrycka ett sexuellt intresse för en annan människa, en önskan att gå längre i den relationen som kanske redan finns mellan personerna. Det kan då ses som en sorts inbjudan, utförd enligt den sociala etikett där direkt förslag om sexuellt umgänge anses opassande. Man kan då bete sig flörtigt. I fundamentalistiskt religiösa sammanhang ses ofta ett flörtigt beteende som mindre lämpligt, efter detta ses som en väg till utomäktenskapliga relationer och ett otuktigt leverne.

### Medel
Via flörten kan man visa sig tillgänglig genom ögonkontakt, leenden, kroppsspråk eller annan uppmärksamhet. Man kan invitera till en djupare diskussion genom positiva och inbjudande frågor anpassade till situationen. Genom att ta initiativ till en flört, visar man sig tillgänglig för en möjlig djupare relation.
Ett flörtande kan kompletteras av en lekfull eller ironisk kommunikation. Man kan ägna sig åt dubbelmeningar, där man antyder en djupare betydelse av något man sagt. Kroppsspråket kan inkludera kastande eller användning av ens hår, ögonkontakt, kort beröring, fysisk närhet eller andra gester. Flörtandet kan ske på genom tydliga underdrifter, blygt eller utan omsvep. Det som sägs flörtigt kan inkludera:
- förändringar i röstläge, liksom hastighet, ljudvolym och intonation
- utmaningar (inklusive retande, ifrågasättande och låtsat ointresse), vilket kan öka spänningen, pröva gensvaret och hur de samstämmer med ens egen lust
- beundran, där man kan inkludera erbjudanden, acceptans och bekräftelser, självsäkerhet och elegans

Via kommunikation i sociala medier och privata meddelandetjänster kan emojier understryka ens intresse, och emojier med hjärtan, läppar och ansiktsrodnad är vanliga tecken på ett flörtigt beteende.

### Kontexter och kulturer
Sättet att flörta kan influeras av den kulturella kontexten och sociala etiketten. I olika länder är de lämpliga avstånden mellan människor styrda av kulturella konventioner, något som också kan inverka på tiden för att möta någons blick, hur man berör någon på ett lämpligt sätt och så vidare.
Vissa beteenden är dock mer universella. Exempelvis har etologen Irenäus Eibl-Eibesfeldt funnit ut att kvinnor i både Afrika och Nordamerika ägnar sig åt samma typer av flörtande, med förlängda blickar, nonchalant slå bort blicken och le.

## Teknik
Olika typer av hjälpguider har producerats för att hjälpa människor lära sig flörtandets konst. Ibland beskrivs följande sju råd, angående…
- … att flörta med respekt. Den som flörtar bör vara uppmärksam när och om mottagaren av kurtisen inte är intresserad av närmare kontakt.
- … att flörta självsäkert. Den som i kurtisen framställer sig själv som självsäker och livsglad, förbättrar den andra personens möjlighet att se den flörtande som en intressant person.
- … att inte glömma kraften i ett leende. Att le mot en annan person tas oftast emot positivt, och chansen är stor att leendet besvaras med "samma mynt"; det vill säga, leenden är ofta smittsamma.
- … att inte underskatta betydelsen av en blick. Ögonkontakt förstärker närheten och underlättar kommunikationen mellan olika personer. Den som flitigt vänder undan blicken kan signalera nervositet eller ointresse. Längden i en blick kan variera, men längre ögonkontakt förbättrar ofta kontakten.
- … att vara dig själv. Låtsas inte vara någon annan eller spela en roll. Den som flörtar vill bli älskad för det den är, och förställning i flörten leder ofta till senare problem i kommunikationen eller relationen.
- … att använda din humor.[5] Att få den du är intresserad av att skratta har betydelse. Skratt och glädje genererar endorfiner i hjärnan, vilket lätt leder till ett associerande med något som skänker lycka.
- … att flörta på nätet eller i telefon. I Internetåldern kan även Internetrelaterade kontaktmöjligheter användas som del av en kurtis. De kan utformas i text, med hjälp av emojier eller bilder, i video- eller telefonsamtal. Genom att synas, läsas och höras skapas många möjligheter till att nå fram och väcka intresse.

## Etymologi

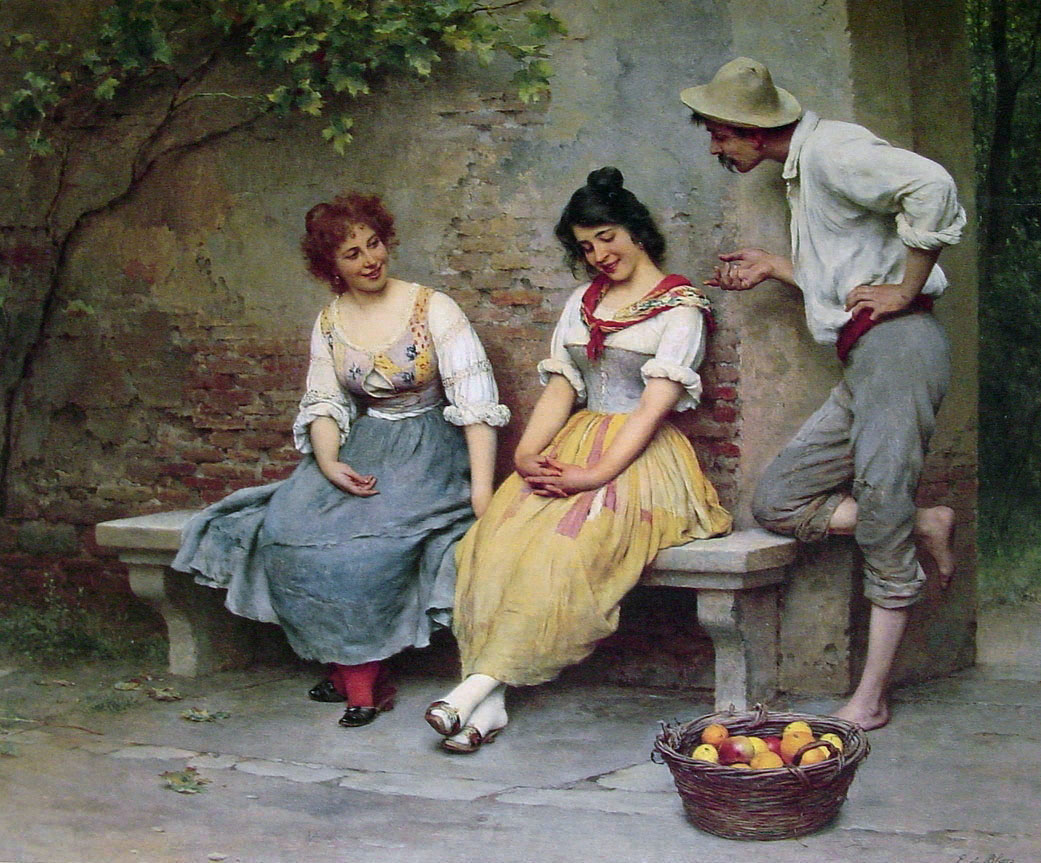
Flörten (1904) av Eugene de Blaas.

Ordet kommer från engelskans flirt, med samma betydelse eller som 'svänga hit och dit, vifta'. Ordet finns i svensk text sedan 1891. Ordet finns även i sammansättningen flörtkula, kulor av papier-maché som använts som kalas- och högtidsfest och omtalats sedan 1950-talet. På fester och barnkalas har de kastats av gäster, på samma sätt som konfetti och serpentiner.